# USS Lucid (AM-259)
USS Lucid (AM-259) trałowiec typu Admirable służący w United States Navy w czasie II wojny światowej. Służył na Atlantyku. 
Stępkę okrętu położono 20 lutego 1943 w stoczni American Shipbuilding Co. w Lorain (Ohio). Zwodowano go 5 czerwca 1943, matką chrzestną była żona Josepha S. Mooda. Jednostka weszła do służby 1 grudnia 1943, pierwszym dowódcą został Lt. Charles Bulfinch.
Brał udział w działaniach II wojny światowej. Pełnił funkcje pomocnicze na Atlantyku. Przekazany na stałe Republice Chińskiej w 1948.